# Tomi
Tomi (東御市 -shi) é uma cidade japonesa localizada na província de Nagano.
Em 2008 a cidade tinha uma população estimada em 32 050 habitantes e uma densidade populacional de 285,39 h/km². Tem uma área total de 112,30 km².
Recebeu o estatuto de cidade a 1 de Abril de 2004.